# Ма Нин
Ма Нин (кит. 马宁; род. 14 июня 1979, Фусинь, Ляонин) — китайский футбольный арбитр. Полноправный международный судья ФИФА с 2011 года.
Преподаёт в профессионально-техническом колледже Уси.
9 мая 2015 года Ма вызвал широкую полемику, когда удалил 3 игроков Шэньхуа в шанхайском дерби между Шанхай Порт и Шанхай Шэньхуа в китайской Суперлиге, игра закончилась со счетом 5: 0 в пользу Порта.
23 февраля 2019 года было объявлено, что Китайская футбольная ассоциация наняла Ма Нина, чтобы он стал одним из профессиональных судей в Китае.
19 мая 2022 года Ма был выбран в качестве одного из 36 судей чемпионата мира по футболу 2022 года, став вторым китайским судьёй, добившимся этого после Лу Цзюня в 2002 году.
21 августа 2022 года во время игры китайской Суперлиги между клубами «Ухань Янцзы Ривер» и «Хэнань Суншань Лунмэнь» Ма был намеренно сбит с ног нападающим «Суншань Лунмэнь» Энрике Дорадо, который впоследствии был удалён за агрессивное поведение. Игра закончилась вничью 2-2. Пять дней спустя китайская футбольная ассоциация объявила о 12-месячной дисквалификации Доурадо, что стало самым суровым наказанием в истории китайской Суперлиги.